# 1971 في تشيلي
فيما يلي قوائم الأحداث التي وقعت خلال عام 1971 في تشيلي.

## سياسة

### تعيين في المنصب
- 12 يناير – باتريسيو أيلوين عضو مجلس الشيوخ من شيلي.

## مواليد

### أغسطس
- 14 أغسطس – لويس فوينتيس لاعب كرة قدم تشيلي.

### نوفمبر
- 24 نوفمبر – أرتورو نورامبوينا لاعب كرة قدم تشيلي.

## وفيات

### سبتمبر
- 19 سبتمبر – وليام فوكسويل أولبرايت (مواليد 1891)